# آيسفلد
ايسفلد (بالألمانية: Eisfeld) هي بلدة ألمانية و  تقع في ألمانيا في هيلدبورغهاوزن.  يقدر عدد سكانها بـ 5,713 نسمة .

## المدن التوأمة
مدن أهورن (منطقة كوبورغ) و هام هي مدن توأمة لـايسفلد.

## أعلام
- جورج ديكر
- أوتو لودفيغ